# Mboumama
 (juin 2021).
Mboumama est un village du Cameroun situé dans la région de l'Est et le département de la Kadey.
Il se situe plus précisément dans l'arrondissement de Kette et le quartier de Gbaya-Est.

## Population
En 2005, le village de Mboumama comptait 2 066 habitants dont : 1 064 hommes et 1 002 femmes.